# Odontopyge errata
Odontopyge errata är en mångfotingart som beskrevs av Kraus 1960. Odontopyge errata ingår i släktet Odontopyge och familjen Odontopygidae. Inga underarter finns listade i Catalogue of Life.